# Димитър Енчев (политик)
Димитър Поптенев Енчев е български учител и политик.

## Биография
Роден е на 21 декември 1841 г. в казанлъшкото село Енина в семейството на свещеник. Има брат близнак Иван Енчев, който е лекар в турската армия и друг брат Петър Енчев, който е революционер и учител. Учи първоначално в родното си село, а след това и в Казанлък. Заминава за Цариград, където записва да учи медицина в местното Военномедицинско училище, но прекъсва обучението си. От 1859 до 1860 г. учи в Одеската семинария, а от там се прехвърля в Киевската гимназия. През 1866 г. завършва Историко-филологическия факултет на Киевския университет. Докато е студент се издържа чрез преподаване на български език на български девойки в пансиона на графиня Левашова. Попада под влиянието на идеите на Николай Чернишевски и народничеството. В периода 1866 – 1869 г. е главен учител в Габрово. По негова инициатива през 1869 г. се създава женското дружество „Майчина любов“. Негова е заслугата за въвеждане на правилник за вътрешния ред в училище, който забранява телесните наказания в българските училища. От 1869 до 1872 г. е учител в Русе, където преподава търговско сметководство и селскостопанска химия за III клас.
През 1870 г. заедно с Драган Цанков, Цани Гинчев, Никола Икономов и други създават нова учебна програма и я въвеждат в класното училище в Русе. С помощта на Ц. Гинчев и Нестор Марков създава книжарница. От 1869 до 1870 г. е председател на читалище „Зора“. На следващата година участва в създаването на училищното дружество в Русе. Поддържа връзки с Любен Каравелов, Киряк Цанков, Димитър Ценович и други. След като Ангел Кънчев се самоубива при опит да пресече р. Дунав при Русе, Енчев е арестуван, но освободен след застъпването на руския консул в града, но е принуден да го напусне. Работи като пруеводач в руското консулство в Мостар, Босна и Херцеговина. Между 1872 и 1874 г. е учител в Търново със съпругата си Антонина Мамарчева. В периода 1874 – 1877 г. е главен учител в Силистра. През 1874 г. в качеството си на такъв участва в Русенския учителски събор. По време на Руско-турската война е разузнавач за руската армия. След него е назначен за първи кмет на Силистра (1878 – 1879). Народен представител в Учредителството събрание „по звание“ като председател на Градския съвет на Силистра (кмет). Народен представител в I ВНС и I ОНС. През 1880 г. е назначен за окръжен управител на Силистра. От 1880 до 1882 г. е училищен инспектор. Умира на 29 април 1882 г. в Силистра.
Сътрудничи на вестниците „Турция“ (1866 – 1867;1869 – 1871), „Македония“ (1867 – 1868; 1869 – 1871), „Время“ (1867), „Право“ (1870), „Летоструй“ (1871, 1875 – 1876) и списанията „Ръководител на основното учение“ (1874) и „Ден“ (1875). Сред основните му заслуги още е и превод от руски на книга по химия „Селскостопанска неорганическа и органическа химия“, пътеписа „Свята гора“, „Пътни впечатления на Н.А. Благовещенский“, Физическа география и учебника „Космография“.